# Кавендиш, Уильям, 2-й герцог Девонширский
Уильям Кавендиш, 2-й герцог Девонширский (англ. William Cavendish, 2th Duke of Devonshire; 1672 — 4 июня 1729) — британский аристократ и политик-виг.

## Биография
Родился в 1672 году. Старший сын Уильяма Кавендиша, 1-го герцога Девонширского (1640—1707), и леди Мэри Батлер (1646—1710), дочери Джеймса Батлера, 1-го герцога Ормонда.
Заседал в Палате общин от Дербишира (1695—1701), Касла-Райзинга (1702) и Йоркшира (1702—1707). С 1702 по 1707 год Уильям Кавендиш занимал пост капитана йоменской гвардии. В 1707 году стал членом Тайного совета Великобритании.
Дважды был лордом-стюардом королевского двора (1707—1710, 1714—1716) и лордом-председателем Совета (1716—1718, 1725—1729). В марте 1709/1710 года Уильям Кавендиш был пожалован в кавалеры Ордена Подвязки.
Занимал почетную должность лорда-лейтенанта графства Дербишир в 1707—1710, 1714—1729 годах.

## Семья
21 июня 1688 года Уильям Кавендиш женился на достопочтенной Рэйчел Рассел (январь 1674 — 28 декабря 1725), дочери Уильяма Рассела, лорда Рассела (1639—1683), и леди Рэйчел Ризли (ок. 1636—1723). Герцогиня Девонширская служила леди опочивальни королевы Анны Стюарт.
У супругов было пятеро детей:
- Уильям Кавендиш, 3-й герцог Девонширский (26 сентября 1698 — 5 декабря 1755), старший сын и преемник отца
- Леди Рейчел Кавендиш (4 октября 1699 — 18 июня 1780)[2], жена сэра Уильяма Моргана (1700—1731), двое детей;
- Леди Элизабет Кавендиш (27 сентября 1700 — 7 ноября 1747), жена сэра Томаса Лоутера, 2-го баронета (1699—1745), один сын;
- Лорд Джеймс Кавендиш (23 ноября 1701 — 14 декабря 1741), не женат;
- Лорд Чарльз Кавендиш (17 марта 1704 — 28 апреля 1783), был женат на Энн Грей (? — 1733), отец учёного Генри Кавендиша.

## Титулатура
- 2-й герцог Девонширский (с 18 августа 1707)
- 2-й маркиз Хартингтон, Дербишир (с 18 августа 1707)
- 5-й граф Девонширский (с 18 августа 1707)
- 5-й барон Кавендиш из Хардвика, Дербишир (с 18 августа 1707).